# Arnett Gardens FC
Arnett Gardens Football Club – jamajski klub piłkarski z siedzibą w mieście Kingston, stolicy państwa.

## Osiągnięcia
- Mistrz Jamajki (3): 1978, 2001, 2002
- Puchar Mistrzów Karaibów (CFU Club Championship): 2002

## Historia
Klub założony został w 1977 roku w wyniku fuzji miejscowych klubów All Saints i Jones Town. W roku 1978 nowy klub został mistrzem Jamajki. Potem nadeszły chude lata, zakończone zdobyciem dwóch mistrzostw Jamajki z rzędu – w roku 2001 i 2002.
Od 8 lipca 2006 roku trenerem drużyny jest Glendon „Admiral” Bailey, który poprzednio trenował największego rywala klubu – Tivoli Gardens.

### Znani piłkarze w historii klubu
- Onandi Lowe
- Walter Boyd
- Gregory Messam
- Fabian Davis
- Winston Griffiths
- Chris Diaz